# Trois-Bassins
Trois-Bassins – miasto na Reunionie (departament zamorski Francji). Według danych INSEE w 2019 roku liczyło 7106 mieszkańców.